# AS Tefana
Association Sportive Tefana is een voetbalclub uit Faaʻa, Tahiti. De thuiswedstrijden worden in het Stade Louis Ganivet in Papeete gespeeld.

## Erelijst
Tahiti Division Fédérale
kampioen (2x) in 2005, 2010
Beker van Tahiti
winnaar  (3x) in 2004, 2006, 2010

## Internationale wedstrijden
| Seizoen | Competitie           | Ronde | Land                     | Club             | Uitslagen |
| ------- | -------------------- | ----- | ------------------------ | ---------------- | --------- |
| 2010/11 | OFC Champions League | Groep | Vlag van Nieuw-Zeeland   | Auckland City FC | 1-1, 0-5  |
| 2010/11 | OFC Champions League | Groep | Vlag van Nieuw-Caledonië | AS Magenta       | 0-3, 0-1  |
| 2010/11 | OFC Champions League | Groep | Vlag van Nieuw-Zeeland   | Waitakere United | 3-1, 1-3  |
| 2011/12 | OFC Champions League | Groep | Vlag van Nieuw-Zeeland   | Waitakere United | 0-10, 3-0 |
| 2011/12 | OFC Champions League | Groep | Vlag van Fiji            | Ba FA            | 4-1, 5-0  |
| 2011/12 | OFC Champions League | Groep | Vlag van Nieuw-Caledonië | AS Mont-Dore     | 1-1, 2-0  |
| 2011/12 | OFC Champions League | F     | Vlag van Nieuw-Zeeland   | Auckland City FC | 1-2, 0-1  |